# С.С. Км 17 (Бјела)
С.С. Км 17 је насеље у Италији у округу Бијела, региону Пијемонт.
Према процени из 2011. у насељу је живело 46 становника. Насеље се налази на надморској висини од 288 м.